# Emici
Emici, Emim (hebr. אֵימִים „przerażający”, w Septuagincie Ομμίν/Ομμᾶιοι) – starożytny lud wspomniany w Biblii, pierwotni mieszkańcy Moabu przed przybyciem w te regiony Moabitów. Wraz z Anakitami mieli się zaliczać do Refaitów (Pwt 2,10-11).
Zgodnie z relacją zamieszczoną w Księdze Rodzaju (Rdz 14,5) Emici zamieszkiwali na równinie Kiriataim na wschód od Morza Martwego i byli jednym z ludów pobitych podczas wyprawy wojennej króla Kedorlaomera. 

Natomiast w Księdze Powtórzonego Prawa jest o nich taka wzmianka: 

Wtedy rzekł do mnie Pan: Nie napadaj na Moabitów, nie podejmuj z nimi wojny, bo nie oddam ci nic z ich ziemi na własność, gdyż synom Lota dałem na własność Ar. Poprzednio mieszkali w niej Emici, naród wielki, liczny i wysoki jak Anakici. Zaliczano ich do Refaitów, jak i Anakitów. Lecz Moabici nazywają ich Emitami.